# ارماسائو دوس بوزیوس
ارماسائو دوس بوزیوس (به پرتغالی: Armação dos Búzios) یک منطقهٔ مسکونی در برزیل است که در ریو دو ژانیرو واقع شده‌است. ارماسائو دوس بوزیوس ۷۰٫۹۷۸ کیلومتر مربع مساحت و ۳۴٬۴۷۷ نفر جمعیت دارد و ۵ متر بالاتر از سطح دریا واقع شده‌است.